# Lucy Hayes

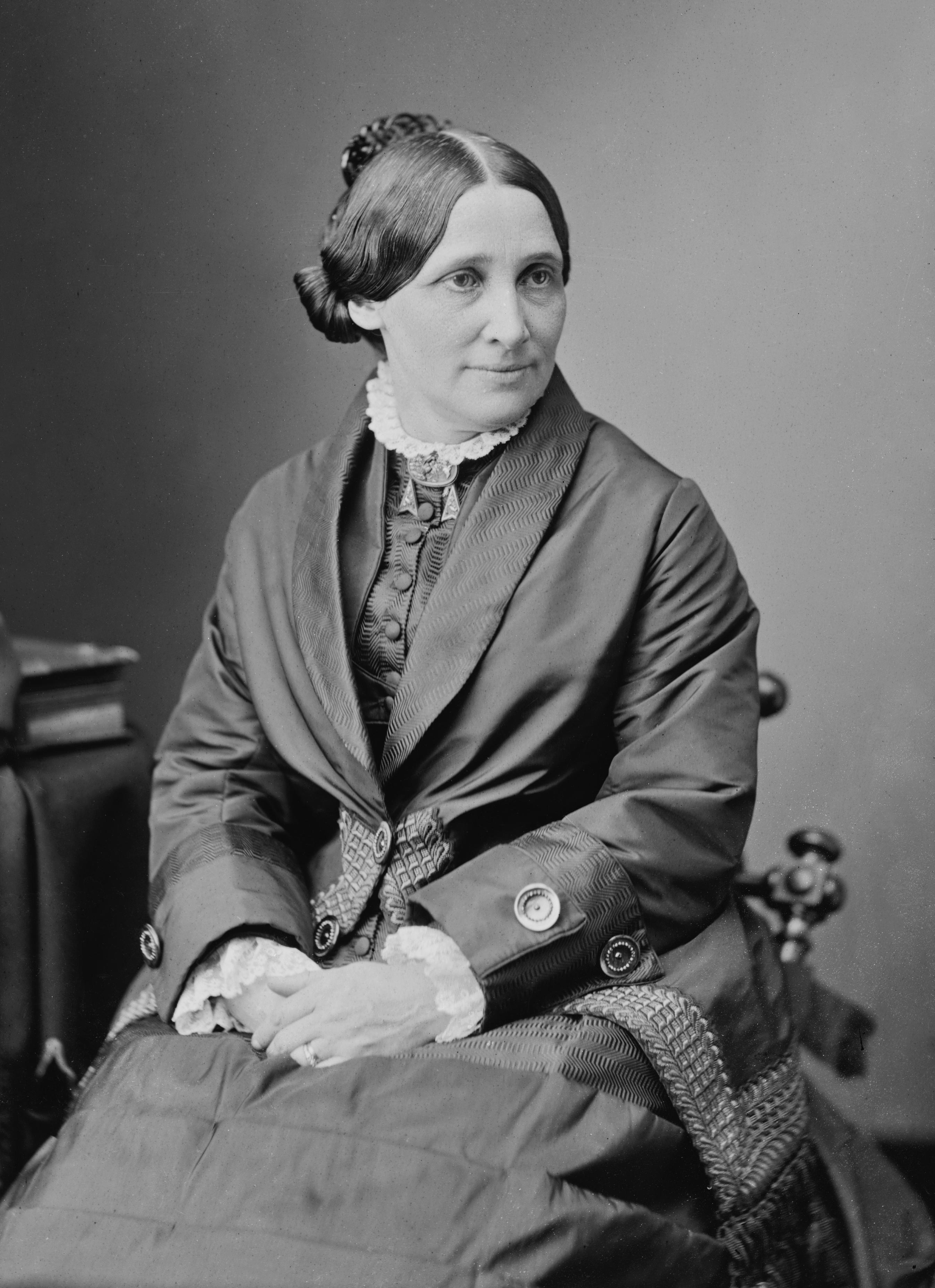
Lucy Hayes in 1877

Lucy Ware Webb Hayes (* 28. August 1831 in Chillicothe, Ohio, Vereinigte Staaten; † 25. Juni 1889 in Fremont, Ohio) war die Ehefrau von US-Präsident Rutherford B. Hayes und während dessen Präsidentschaft (1877–1881) die First Lady der Vereinigten Staaten. Sie gilt als eine der beliebtesten amerikanischen First Ladys des 19. Jahrhunderts.

## Leben
Sie studierte an der Ohio Wesleyan University und war die erste First Lady, die eine Promotion von einem College erhielt. Aus der Ehe mit Rutherford B. Hayes gingen acht Kinder hervor, von denen fünf die frühe Kindheit überlebten. Sie war gläubige Methodistin und eine überzeugte Abolitionistin. Lucy Hayes übte großen politischen Einfluss auf ihren Mann aus. Während der Präsidentschaft ihres Mannes erhielt sie den Spitznamen „Lemonade Lucy“, weil er auf ihr Drängen hin den Konsum von Alkohol im Weißen Haus verbot. Lucy hatte eine besondere Liebe zu Katzen und zur Amtseinführung von Rutherford erhielt sie vom amerikanischen Konsul aus Bangkok ein Siamkätzchen geschenkt. Es war die erste Rassekatze dieser Art in den Vereinigten Staaten.
1881 zog sie sich mit ihrem Mann nach Spiegel Grove in Fremont, Ohio zurück, wo sie 1889 mit 57 Jahren an einem Schlaganfall starb.

### Biografische Werke
- Mary Margaret Hayes Boyles: William and Lucy Hayes and some of their descendants. Rademacher Press, 1979, ISBN 978-0-9602678-0-4.
- Emily Apt Geer; First Lady. The Life of Lucy Webb Hayes. Kent State University Press, Kent OH 1984, ISBN 978-0-87338-299-1.
- Russell L. Mahan: Lucy Webb Hayes. A First Lady by Example. Nova Publishers, New York 2005, ISBN 978-1-59454-011-0.
- Lewis L. Gould: American First Ladies. Their Lives and Their Legacy. Routledge, London 2014, S. 143–152.
- Trevor Jason Soderstrum: Hayes, “Lemonade Lucy” (1831–1889). In Alexandra Kindell, Elizabeth S. Demers (Hrsg.): Encyclopedia of Populism in America. ABC-CLIO, Santa Barbara 2014, ISBN 978-1-59884-567-9, S. 319–322.
- Benjamin T. Arrington: Lucy Webb Hayes, Lucretia Rudolph Garfield, and Mary Arthur McElroy. In Katherine A. S. Sibley (Hrsg.): A Companion to First Ladies. Wiley-Blackwell, Chichester 2016, ISBN 978-1-118-73222-9, S. 247–264.

### Karikatur
- Achdé, Gerra: Der Mann aus Washington. Egmont, Berlin 2009, ISBN 978-3-7704-3283-7